# 장 델발

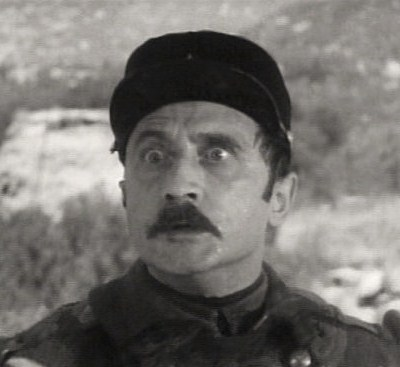

장 델발(프랑스어: Jean Del Val, 1891년 11월 17일 ~ 1975년 3월 13일)은 프랑스의 배우, 번역가이다.
본명은 장 자크 고티에(Jean Jacques Gauthier). 파리에서 태어났으며 퍼시픽팰리세이즈에서 사망하였다. 사인은 심근 경색이다.

## 방송
- 클라이막스!

## 영화
- 어두워질 때까지 (1967년)
- 바디 캡슐 (1966년)
- 베드타임 스토리 (1964년)
- 전투 (1962년)
- 4시의 악마 (1961년)
- 캉캉 (1960년)
- 보난자 (1959년)
- 화니 페이스 (1957년)
- 애니씽 고즈 (1956년)
- 클라이막스! (1954년)
- 클라이막스! - 카지노 로얄 (1954년)
- 리빙 잇 업 (1954년)
- 신사는 금발을 좋아한다 (1953년)
- 파크 로우 (1952년)
- 러브리 투 룩 앳 (1952년)
- 줄리아 미스비헤이브 (1948년)
- 폭스 오브 해로우 (1947년)
- 아버지와 인생을 (1947년)
- 천국의 사도 조단 2 (1947년)
- Monsieur Beaucaire (1946년)
- 면도날 (1946년)
- 아이리쉬 아이스 알 스마일링 (1944년)
- 마르세이유 가는 길 (1944년)
- 윈터타임 (1943년)
- 누구를 위하여 종은 울리나 (1943년)
- 카사블랑카 (1942년)
- 철완 짐 (1942년)
- 댓 나잇 인 리오 (1941년)
- 요크 상사 (1941년)
- 다운 아젠틴 웨이 (1940년)
- 브로드웨이 멜로디 오브 1940 (1940년)
- 쾌걸 조로 (1940년)
- 에브리씽 해펀즈 앳 나잇 (1939년)
- 래스퓨틴 앤 더 엠프리스 (1932년)
- 퍼제스트 (1931년)